# Ars amatoria
Ars amatoria, auch Ars amandi (lateinisch für Liebeskunst oder „Kunst des Liebens“), ist ein Lehrgedicht in drei Büchern des römischen Dichters Ovid, entstanden zwischen 1 v. Chr. und 4 n. Chr.

## Inhalt und Form
Abgehandelt werden zunächst in zwei Büchern drei Themenkreise:
- Wo kann ein Mann in Rom ein Mädchen kennenlernen?
- Wie kann ein Mann ihre Liebe gewinnen?
- Wie kann ein Mann sich seine Geliebte erhalten?

Nachdem eine erste Veröffentlichung in zwei Büchern ein großer Erfolg gewesen zu sein scheint, schrieb Ovid ein drittes Buch, das die drei Themen analog für Frauen behandelt.
Ovid stellt sich zwar in die lange antike Tradition des antiken Lehrgedichts, bricht sie aber auch. So schrieb er zum Beispiel statt in Hexametern in elegischen Distichen: Die Elegie war die übliche lyrische Form für Liebesgedichte. Trotz seiner wiederholten Beteuerungen, Wahreres als seine Muse könnten auch keine der berühmtesten antiken Orakelstätten von Delphi oder Didyma verkünden, vermittelt er keine Informationen, die dem Leser oder der Leserin neu gewesen sein konnten. Stattdessen gibt er Hinweise wie etwa den, man solle als Kavalier beim Wagenrennen im Circus Maximus der neben einem sitzenden Dame galant den Staub vom Kleid bürsten, auch wenn dort gar kein Staub sei; dass man der Angebeteten in Liebesbriefen das Blaue vom Himmel herunter versprechen solle – an Versprechungen könne jeder Dahergelaufene reich sein; oder dass eine klein gewachsene Frau ihren Verehrer besser im Liegen empfangen solle, dabei aber darauf achten müsse, dass die Füße unter dem Gewand verborgen blieben, damit die wahre Größe nicht zu erkennen sei. Beim Ratschlag, gegenüber dem Nebenbuhler gelassene Souveränität zu zeigen („Sei geduldig mit deinem Rivalen“), gibt der Dichter an, dass die Eifersucht ihm „nicht nur einmal einen Streich gespielt“ habe.
Er gibt keine Ratschläge, die unverzüglich anwendbar wären, sondern verwendet hintergründige Gleichnisse, während es vordergründig darum geht, das Thema in all seinen Aspekten so gebildet wie abwechslungsreich im urbanen Plauderton abzuhandeln: Im Zusammenhang mit dem Hinweis, dass man im Theater gut jemanden kennenlernen könne, referiert Ovid – ganz poeta doctus – zum Beispiel die Geschichte vom Raub der Sabinerinnen.
Oder er schildert die Liebe mit ironischen Anspielungen als Kriegsdienst, der angeblich striktesten Gehorsam gegenüber den verehrten Frauen erfordere; oder aber er rät den Frauen, ihre Verehrer künstlich eifersüchtig zu machen, um sie nicht durch allzu große Sicherheit nachlässig werden zu lassen: Zu diesem Zweck soll eine eingeweihte Sklavin mit dem Ruf: „Perimus“ – „Wir sind verloren!“ das Tête-à-Tête unterbrechen, sodass sich der jugendliche Liebhaber eine Zeitlang im Schrank verstecken müsse.
Zurückgreifend auf Details aus der griechischen Mythologie, aus dem römischen Alltag und aus dem allgemein menschlichen Leben werden die Standardsituationen und Klischees des Themas abgehandelt. Diese Topik entnimmt Ovid, obwohl er mehrfach behauptet, seine erotischen Empfehlungen seien „longo usu“, „durch langjährige Praxis“ erprobt, der literarischen Tradition, nämlich der lateinischen Liebeselegie und wahrscheinlich auch der (zum großen Teil verlorenen) hellenistischen erotischen Dichtung.
Ovids Stil wird nie derb oder obszön. Naturgemäß kann er das „Peinliche“ nicht ganz auslassen, „alma Dione / praecipue nostrum est, quod pudet, inquit opus“ „denn das Peinliche ist in besonderem Maße unsere Sache, spricht die huldvolle Venus“. Im engeren Sinne Sexuelles wird aber nur jeweils gegen Ende der beiden Teile abgehandelt. Am Ende des zweiten Buchs geht es um die Freuden eines gemeinsamen Orgasmus, außerdem schreibt er: „Odi concubitus, qui non utrumque resolvunt. / Hoc est, cur pueri tangar amore minus“ / „Ich hass Sex, der nicht bei beiden Entspannung herbeiführt – (Liebe zu Knaben spricht deshalb mich weniger an)“.
Am Ende des dritten Teils werden dann die Stellungen beim Geschlechtsverkehr durchdekliniert, für die die Frauen Maß am eigenen Körper nehmen sollten.

## Folgen für Ovid
Das Werk war zwar ein so großer Erfolg, dass der Dichter im gleichen Stil noch Remedia amoris (Gegenmittel gegen die Liebe) nachschob, doch an allerhöchster Stelle war man ganz und gar nicht erbaut: Die frivole Liebeskunst passte nicht in das politische Programm des Kaisers Augustus, der nach den römischen Bürgerkriegen eine sittliche Erneuerung des Staates plante, und war nach Ovids eigener Darstellung in den Tristia einer der Gründe für die lebenslange Verbannung nach Tomis am Schwarzen Meer im heutigen Rumänien.
Allerdings ist es historisch wahrscheinlicher, dass das Werk nur einen willkommenen Vorwand lieferte, die politischen Ursachen der Verbannung zu verschleiern; dafür spricht, dass Ovid erst acht Jahre nach dem Erscheinen des Buches verbannt wurde, aber gleichzeitig mit prominenten Gegnern des Augustus.

## Ausgaben, Übersetzungen und Kommentare (Auswahl)

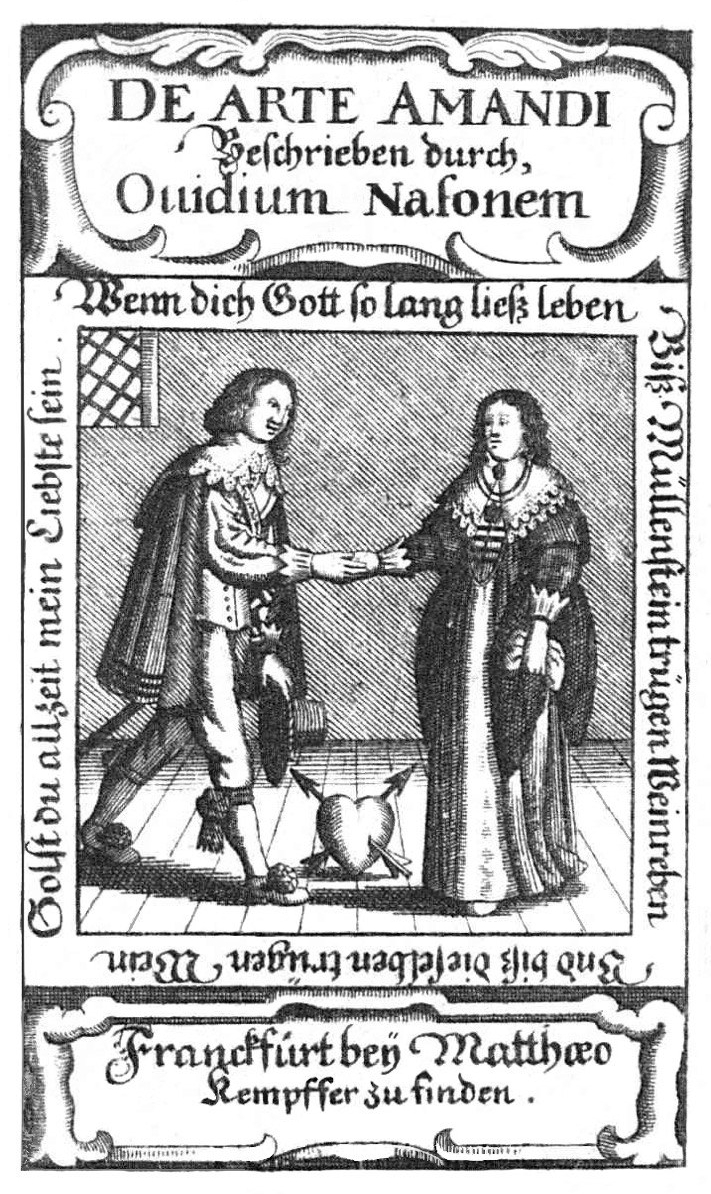
Titelblatt einer Ausgabe der „Ars amatoria“, Frankfurt 1644

- Adrian S. Hollis: Ovid, Ars amatoria. Book I. 3. Auflage. Clarendon Press, Oxford 1992.
- Markus Janka: Ovid, Ars amatoria. Buch 2, Kommentar. Winter, Heidelberg 1997.
- Edward J. Kenney (Hrsg.): P. Ovidi Nasonis Amores. Medicamini faciei femineae. Ars amatoria. Remedia amoris. Oxford University Press, Oxford 1995.
- Publius Ovidius Naso: Ars amatoria. Lateinisch/Deutsch, übers. und hrsg. von Michael von Albrecht. Reclam, Stuttgart 2003 (Übersetzung in Prosa).
- Antonio Ramírez de Verger (Hrsg.): P. Ovidius Naso. Carmina amatoria: amores, medicamina faciei femineae, ars amatoria, remedia amoris. Saur, München u. a. 2003.
- Publius Ovidius Naso: Liebeskunst. Lateinisch-deutsch, hrsg. und übers. von Niklas Holzberg. 5. Auflage. Akademie-Verlag, Berlin 2011 (Übersetzung in Versen).